# Естонија на Европском првенству у атлетици на отвореном 1938.
Естонија је учествовала на 2. Европском првенству у атлетици на отвореном 1938. одржаном у Паризу од 7. до 9. септембра и на 1. Европском првенству за жене 17. и 18. септембра у Бечу. После ових првенства мушкарци и жене су се такмичили на заједничким првенствима. Репрезентацију Естоније представљало је 7 атлетичара (5 мушкараца и 2 жене) који су се такмичили у 7 дисциплина. (5 мушких и 2 женске).
У укупном пласману Естонија је са освојеном једном  златном мрдаљом заузела 10 место од 15 земаља које су освајале медаље. На првенству су учествовале 23 земаља чланица ЕАА.
У табели успешности према броју и пласману такмичара који су учествовали у финалним такмичењима (првих 8 такмичара) Естонија је са 5 пласмана у финалу заузела 11. место са 22 бод, од 18 земаља које су имале представнике у филану, од укупно 23 земље учеснице. 
| Пл. | Земља    | 1. место | 2. место | 3. место | 4. место | 5. место | 6. место | 7. место | 8. место | Бр. фин. | Бодови |
| --- | -------- | -------- | -------- | -------- | -------- | -------- | -------- | -------- | -------- | -------- | ------ |
| 11. | Естонија | 1 - 8    | 0 - 0    | 0- 0     | 1 - 5    | 2 - 8    | 0 - 0    | 0 - 0    | 1 - 1    | 5        | 22     |

После овог првенства естонски спортисти су учествовали на такмичењима у саставу екипе Совјетског Савеза, да би се после његовог распада самостално појавила на Европском првенству 1994. у Хелсинкију.

## Учесници
| Бр. | Дисциплина   | Мушкарци                 | Жене                 | Укупно |
| --- | ------------ | ------------------------ | -------------------- | ------ |
| 1.  | 100 м        |                          | Алма Пармсон Илсе Ус | 2      |
| 2.  | 200 м        | Руди Томсалу             |                      | 1      |
| 3.  | Скок мотком  | Рихард Кипсар            |                      | 1      |
| 4.  | Скок удаљ    | Руди Томсалу*            | Илсе Ус*             | 2      |
| 5.  | Бацање кугле | Александер Крек          |                      | 1      |
| 6.  | Бацање копља | Густав Суле Фридрих Исак |                      | 2      |
|     | Укупно (5)   | 5 (6)                    | 2 (3)                | 7 (9)  |

- Тачка уз име такмичара означава де је учествовао у више дисциплина.

## Освајачи медаља
- Злато

1. Александер Крек — Бацање кугле

## Резултати

### Мушкарци
| Атлетичар       | Дисциплина   | Лични рекорд | Квалификације | Квалификације | Полуфинале           | Полуфинале           | Финале               | Пласман   | Детаљи |
| Атлетичар       | Дисциплина   | Лични рекорд | Резултат      | Место         | Резултат             | Место                | Финале               | Пласман   | Детаљи |
| --------------- | ------------ | ------------ | ------------- | ------------- | -------------------- | -------------------- | -------------------- | --------- | ------ |
| Руди Томсалу    | 200 м        |              | НЗ            | НЗ            | Није се квалификовао | Није се квалификовао | Није се квалификовао | БП        | [ 1 ]  |
| Рихард Кипсар   | скок мотком  |              |               |               |                      |                      | 3,70 ЛР              | = 7. / 14 | [ 1 ]  |
| Руди Томсалу    | скок удаљ    |              | 7,24 ЛР       | = 5. / 13     | [ 1 ]                |                      |                      |           |        |
| Александер Крек | бацање кугле | 16,05        | 15,83 РЕП     |               | [ 1 ]                |                      |                      |           |        |
| Густав Суле     | бацање копља |              | 70,50         | = 4. / 11     | [ 1 ]                |                      |                      |           |        |
| Фридрих Исак    | бацање копља |              | 7,23          | = 5. / 11     | [ 1 ]                |                      |                      |           |        |

### Жене
| Атлетичарка  | Дисциплина | Лични рекорд | Квалификације | Квалификације | Полуфинале            | Полуфинале            | Финале                | Финале        | Детаљи              |
| Атлетичарка  | Дисциплина | Лични рекорд | Резултат      | Место         | Резултат              | Место                 | Резултат              | Место         | Детаљи              |
| ------------ | ---------- | ------------ | ------------- | ------------- | --------------------- | --------------------- | --------------------- | ------------- | ------------------- |
| Алма Пармсон | 100 м      |              | РН            | 5. у гр. 3    | Није се квалификовала | Није се квалификовала | Није се квалификовала | 20. / 20 (21) | <ref name="eaa_01"> |
| Илсе Ус      | 100 м      |              | 11,70         | 3. / 2        | Није се квалификовала | Није се квалификовала | Није се квалификовала | 17. / 20 (21) | [ 1 ]               |
| Илсе Ус      | скок удаљ  |              |               |               |                       |                       | 4,25                  | 15. / 15      | [ 1 ]               |

## Биланс медаља Естоније после 2. Европског првенства на отвореном 1934—1938.
|     | ЕП     |   |   |   |   | УП  |
| 1.  | 1934.  | 1 | 0 | 1 | 2 | 8   |
| 2.  | 1938.  | 1 | 0 | 0 | 1 | 10. |
| 1-2 | Укупно | 2 | 0 | 1 | 3 | 10. |

|                                        | ЕП                                     |                                        |                                        |                                        |                                        |                                        |
| Није било вишеструких освајача медаља. | Није било вишеструких освајача медаља. | Није било вишеструких освајача медаља. | Није било вишеструких освајача медаља. | Није било вишеструких освајача медаља. | Није било вишеструких освајача медаља. | Није било вишеструких освајача медаља. |
| -------------------------------------- | -------------------------------------- | -------------------------------------- | -------------------------------------- | -------------------------------------- | -------------------------------------- | -------------------------------------- |

## Естонски освајачи медаља после 2. Европског првенства 1934—1938.
|    | Атлетичар/ка    | м | ж | ЕП       | Дисциплина   |   |   |   |   | УП  |
| -- | --------------- | - | - | -------- | ------------ | - | - | - | - | --- |
| 1. | Арнолд Видинг   | м |   | 1934.    | бацање кугле |   |   |   |   |     |
| 2  | Густав Суле     | м |   | 1934.    | бацање копља |   |   |   | 2 | 8   |
| 3. | Александер Крек | м |   | 1938.    | бацање кугле |   |   |   | 1 | 10. |
|    | Укупно          | 3 | 0 | 1934—38. |              | 2 | 0 | 1 | 3 | 10  |

## Скорашње везе
- Комплетни резултати мушких такмичења на ЕП 1938 на сајту ЕАА
- Комплетни резултати женских такмичења на ЕП 1938. на сајту ЕАА
- Резултати са ЕП 1938, (мушкарци и жене на сајту todor66.com]